# El Caso Lookout Complex
L'El Caso Lookout Complex est un ensemble architectural américain comprenant une tour de guet du comté de Catron, au Nouveau-Mexique. Construit en 1934, cet ensemble est protégé au sein de la forêt nationale de Gila. Il est inscrit au Registre national des lieux historiques depuis le 28 janvier 1988 ainsi qu'au New Mexico State Register of Cultural Properties depuis le 4 mars 1988. Haute d'environ 9 mètres, la tour est couronnée par une cabine en bois d'environ 3,6 mètres par 3,6 mètres.